# Llibre de Sinera
Llibre de Sinera és un llibre de poesia escrit per Salvador Espriu publicat l'any 1955. Forma part del cicle poètic iniciat amb Cementiri de Sinera (1946) i continua amb obres com Final del laberint.
El nom Sinera és un nom simbòlic (és Arenys escrit a l'inrevés) que Espriu fa servir per referir-se a Arenys de Mar, el poble on estiuejava de petit. No fa referència només a lloc físic, sinó que es converteix en un espai mític i literari, símbol de:
- La infantesa perduda
- El dol per Catalunya
- La memòria i l’origen

## Característiques principals
1. Llenguatge simbòlic i auster:
  - Utilitza un llenguatge clar però ple de símbols, com el mar, la llum, la nit, la mort, el record...
  - Els versos són sovint breus, amb ritme lent i meditatiu.
2. To elegíac i nostàlgic:
  - El llibre és com un plany poètic, un cant a allò que s’ha perdut: la joventut, la llibertat, la felicitat, la identitat catalana.
  - Hi ha un sentiment constant de dol i de recerca de sentit.
3. Relació amb la guerra i la dictadura:
  - Tot i no parlar obertament de política, el llibre és una resposta lírica a la Guerra Civil i a la repressió franquista.
  - Parla de la derrota del país i del poeta, i alhora intenta conservar la dignitat moral a través de la paraula.
4. Construcció d’un món mític:
  - Amb Sinera, Espriu crea un univers poètic tancat i simbòlic, com si fos una nova Ítaca o una nova Atlàntida.
  - Espriu fa servir referències a mites grecs, bíblics i clàssics, barrejats amb el seu món personal.
5. Temes centrals:
  - La mort: vista com a final inevitable però també com a pas cap a la pau.
  - El temps i la memòria: el record de la infància i el passat col·lectiu.
  - La solitud del poeta: com a testimoni del món i com a veu moral.
  - La paraula com a resistència: la poesia és una manera de sobreviure moralment.

### Estil i estructura
- Poesia molt meditada, serena i simbòlica.
- Hi ha una unitat temàtica i formal: tots els poemes giren entorn de Sinera i del dol.
- Està escrit amb gran precisió lèxica i formal, com és característic d’Espriu.

### Importància dins de la literatura catalana
- Considerat un dels cims de la poesia catalana del segle XX.
- Consolidà a Espriu com un dels grans poetes de la postguerra.
- Va influir en generacions posteriors per la seva profunditat moral i estil sobri.